# Arthur Lauber

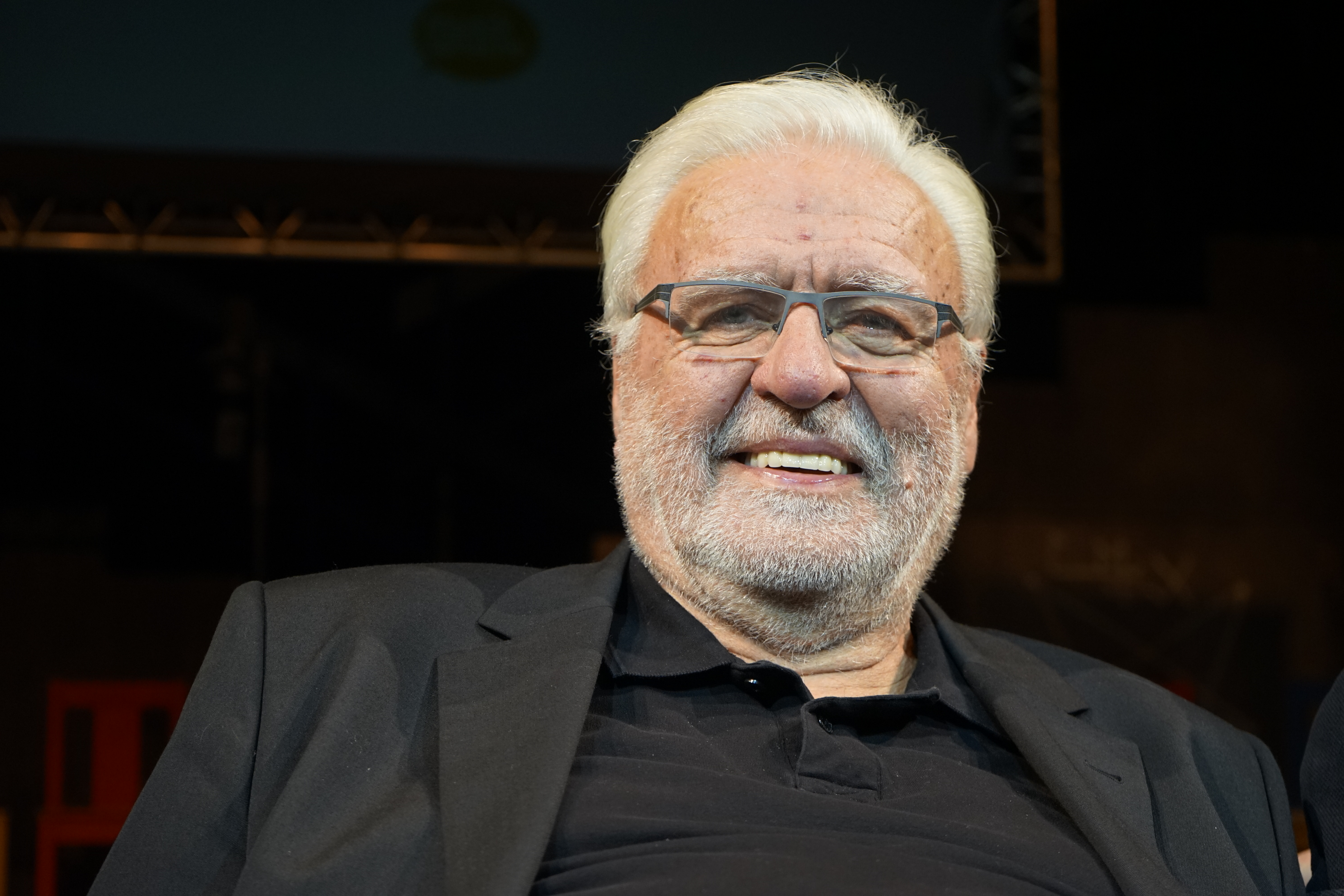
Arthur Lauber bei der Präsentation des Albums "Hör zu, Bakabu" am 10. März 2016 in Graz.

Arthur Lauber (* 2. März 1944 in Wien) ist ein österreichischer Komponist, Musiker und Produzent.

## Leben
Lauber studierte klassische Komposition an der Musikhochschule Wien, ehe er für drei Jahre als Musiklehrer im BG II (heute Sigmund-Freud-Gymnasium) im 2. Wiener Gemeindebezirk wirkte. Von dort wechselte er als Produzent zu CBS Österreich.
Seit 1975 ist Arthur Lauber als freischaffender Komponist tätig. Er war u. a. Mitglied der Wiener Austropop-Band Misthaufen, für 10 Jahre Bühnenpartner des österreichischen Kabarettisten Erwin Steinhauer, komponierte Bühnenmusiken für das Wiener Burgtheater, die Wiener Kammerspiele, für sämtliche Wiener Kabarettbühnen sowie die Münchner Lach- und Schießgesellschaft und das Kommödchen Düsseldorf. Im Laufe seiner Karriere vertonte er zahlreiche Film- und Serienproduktionen (u. a. Kaisermühlen Blues). 2013 initiierte Lauber mit seinen Kollegen Ferdinand Auhser und Manfred Schweng das Projekt "Hör zu, Bakabu", in dem es um die Komposition sprachwissenschaftlich evaluierter Kinderlieder zur sprachlichen Frühförderung geht.
Arthur Lauber lebt und arbeitet in Tulln an der Donau. Er ist verheiratet und Vater eines erwachsenen Sohnes.

## Werke (Auswahl)

### Musicals
- 1976: Schabernack, Wiener Festwochen
- 1985: Valerie, Wiener Festwochen

### Kindermusicals
- Lisa und die Frösche, NÖ Donaufestival – Stadttheater Aachen/großes Haus
- Aufruhr in Krampanien, Rabenhof Theater Wien

### Theaterproduktionen
- Das Glas Wasser unter August Everding, Theater in der Josefstadt
- Alles Walzer, Wiener Kammerspiele
- Loriot, Wiener Kammerspiele

### Film- und Fernsehmusiken
- 1979: Musikberatung für Feuer! (Fernsehfilm)
- 1979: Parole Chicago (Fernsehserie)
- 1981: Tour de Ruhr (Fernsehserie)
- 1981: Büro, Büro (Fernsehserie)
- 1983: Vater und Sohn (Fernsehserie)
- 1984: Der Sonne entgegen (Fernsehserie)
- 1984: Didi der Doppelgänger
- 1987: Telewischn, ORF, nach dem Vorbild von Spitting Image
- 1989: Leonardo, ORF-Montreux-Beitrag
- 1991: Ilona und Kurti
- 1992: Kaisermühlen Blues (Fernsehserie)
- 1993: Verlassen Sie bitte Ihren Mann
- 1994: Die Feiertagsfamilie (Dreiteiler)
- 1995: Der Sonne entgegen (Fernsehserie)
- 1996: Ein fast perfekter Seitensprung
- 1996: Der Sohn des Babymachers
- 1997: Ein idealer Kandidat (Fernsehserie)
- 1997: Azzuro
- 1997: Der Coup
- 1998: Universum - Der Duft des Waldes
- 1999: Kaisermühlen Blues – Weihnachts-Special
- 2000: Happy Hour
- 2000: Oh Palmenbaum
- 2001: Wenn man trotzdem lacht (sechsteilige Dokumentation)
- 2001: Edelweiß
- 2001: Dolce Vita & Co (Fernsehserie)
- 2002: Ein Hund kam in die Küche
- 2002: Universum – Natur im Garten
- 2002: Andreas Hofer – Die Freiheit des Adlers
- 2003: Annas Heimkehr
- 2003: Dinner for Two